# Alan Murray
Alan A. Murray (Sydney, 17 juni 1940 - Perth, 24 mei 2019) was een professioneel golfer uit Australië. Hij had ruim zestig overwinningen op zijn naam staan.
Murray groeide op in Australië en ging naar de North Sydney Boys High School. Hij speelde toernooien in de zestiger en zeventiger jaren, veelal dus voordat de officiële Aziatische en Europese PGA Tour bestonden. Hij speelde veel in Australië en Singapore, en woont nog steeds in beide landen.
Murray speelde eenmaal het Brits Open en eindigde daar op de 19de plaats. Hij speelt sinds 2005 op de Aziatische Seniors Tour.
Nadat hij stopte met het spelen van toernooien, opende hij de Champions Golf Academy op de Sembawang Country Club. Hij was de nationale coach van Maleisië (1989, 1991, 1995-1996), Singapore en Nieuw-Zeeland.
Murray was mede-oprichter en voorzitter van de Singapore PGA.

## Gewonnen
Murray verloor in 1967 de play-off van Peter Thomson bij het Hong Kong Open, maar won o.a.

#### Australische PGA Tour
- 1960: Queensland Open
- 1961: Tasmanian Open, New South Wales PGA, Victorian Open, Australian PGA Championship en de Australian PGA Order of Merit
- 1965: Tasmanian Open, Victorian PGA, Victorian Open
- 1967: Australian Wills Masters (play-off gewonnen van Roberto De Vicenzo)
- 1969: Tasmanian Open

#### Azië
- 1973: Keppel Open (Singapore), Sembawang Open (Singapore)
- 1973: Rolex Masters Championship - Asian GC
- 1975: Rolex Masters Championship - Asian GC
- 1978: Rolex Masters Championship - Asian GC

#### Elders
- 1962: French Open, David Low Invitational (Carnoustie)
- 1964: Dunlop Invitational - Japan PGA Tour

### Teams
- World Cup: 1967 in Mexico City